# 공공장소

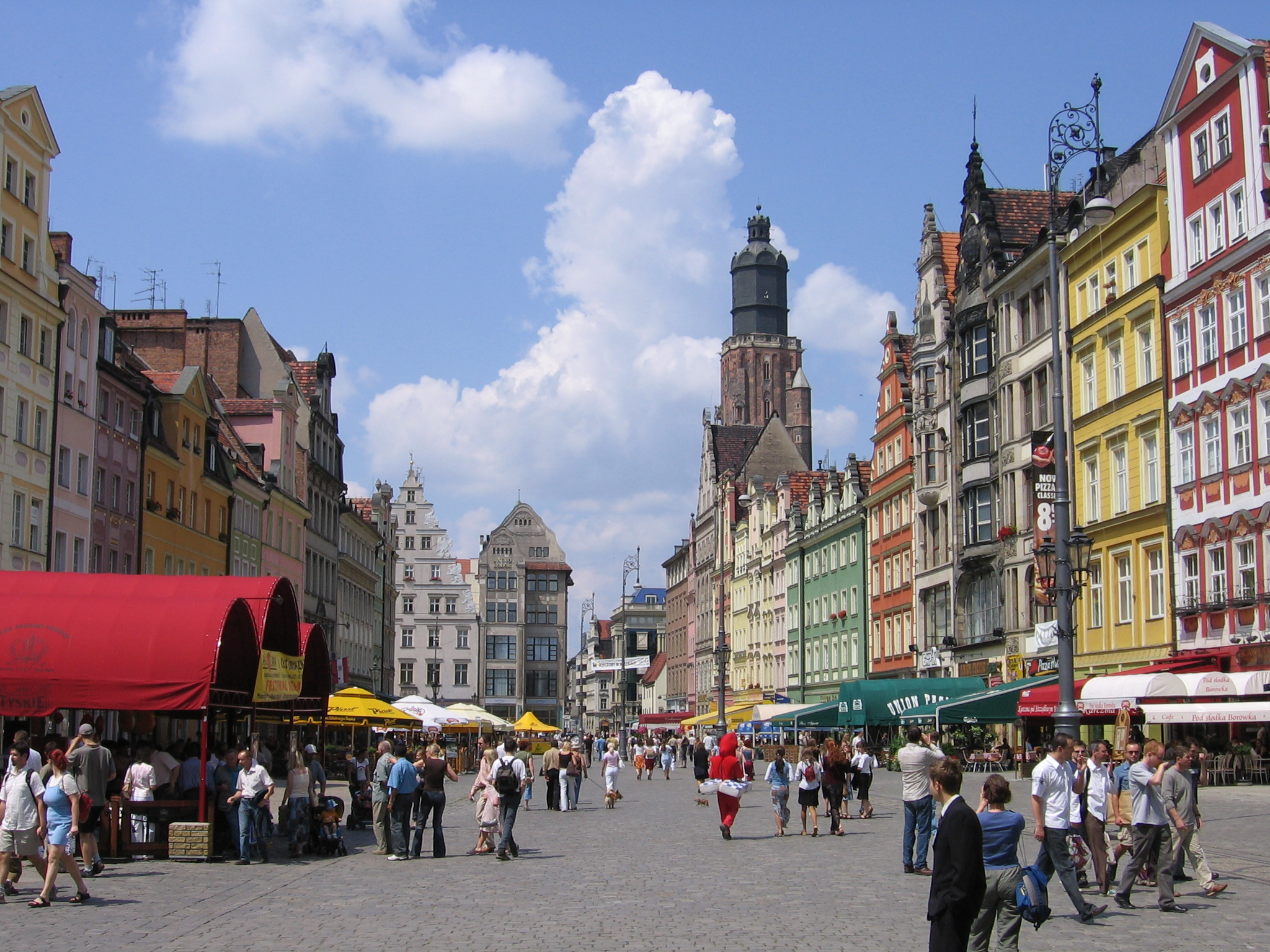
브로츠와프의 광장

공공장소(公共場所)는 사회의 여러 사람 또는 여러 단체에 공동으로 속하거나 이용되는 곳이다. 보도를 포함한 도로, 광장, 공원, 해변 등이 보통 공공장소로 간주된다.

## 같이 보기
- 아고라
- 거리 공연
- 인클로저
- 길
- 파노라마의 자유
- 게릴라 가드닝
- 공공미술
- 도시설계